# Itambaracá
Itambaracá é um município brasileiro do estado do Paraná.

## História
Data do ano de 1892 o início do povoamento da região, onde se localiza o atual município de Itambaracá. Inicialmente, recebeu o nome de Jaborandi, tendo esse nome devido à abundância dessa planta medicinal de propriedades diuréticas e oxiuricídas.
Por haver um povoado no interior de São Paulo mais antigo e com o mesmo nome, resolveram denominá-lo Itambaracá, que na linguagem indígena significa "Pedra do Amor". Criado pela Lei Estadual n° 32, de 7 de fevereiro de 1955, foi instalado em 30 de novembro de 1955, sendo desmembrado de Andirá.

## Geografia
Sua população estimada em 2018 era de 6 616 habitantes.

### Rodovias
- PR-517
- PR-436

## Administração
- Prefeito: Mônica Cristina Zambon Holzmann (2021/2024)
- Vice-prefeito: Marcus Vinicius de Andrade
- Presidente da câmara:  Marcos Patti (2021/2022)